# SN 1985I
SN 1985I – supernowa typu I odkryta 28 kwietnia 1985 roku w galaktyce PGC0049009. W momencie odkrycia miała maksymalną jasność 17,80m.